# 国鉄サハ78形電車
サハ78形は、かつて日本国有鉄道（国鉄）に在籍した旧形電車である。1944年（昭和19年）に新製された戦時設計の片側4扉の20m級ロングシート車に与えられた形式で、基本的には63系に属するが、後に32系に属する二・三等合造車（サロハ66形）や二等車（サロ45形）が戦時改造による4扉化により編入された。
戦後は、戦中製のものと同仕様で、増備車がモハ63形とともに新製されたが、後にモハ63形の非電装運転台設備なし車（いわゆる「サモハ63形」）が編入されている。1951年（昭和26年）に発生した桜木町事故の教訓により、63系に属するものは大幅な車体構造の改造が行なわれたが、本形式はモハ63形のような改形式はされず、サハ78形のまま72系とともに使用された。
1. 78001 - 78008 : 1944年製の基本形。
2. 78009 - 78021 : 1944年にサロハ66形（旧サロハ46形）を改造編入したもの。詳細は国鉄32系電車#サロハ66形の通勤形（サハ78形）化を参照。
3. 78022, 78023 : 1944年にサロハ66形（旧サロ45形）を改造編入したもの。
4. 78024, 78027, 78030 - 78032, 78034 : 1944年にサロ45形を改造編入したもの。3.のグループと同形。詳細は国鉄32系電車#サロ45形を参照。
5. 78100 - 78199, 78210 - 78239 : 1946年（昭和21年）から1949年（昭和24年）にかけて新製されたグループ。
6. 78200 - 78202 : 1946年に製造された車体をジュラルミン製としたグループ。いわゆる「ジュラ電」のグループ。詳細は国鉄63系電車#ジュラルミン製車体を参照。
7. 78304 - 78395 : 付随車代用のサモハ63形を1951年（昭和26年）から1952年（昭和27年）にかけて正式にサハ78形に編入したもの。当初計画では、「サモハ」全車が編入されることとなっていたが、一部はクハ79形に変更されたため、20両が編入されたのにとどまり、欠番が生じている。
8. 78400, 78401 : 1968年（昭和43年）に2.および4.のグループに便所を取付けたもの。
9. 78450 - 78457 : 1968年に5.および7.のグループに便所を取付けたもの。
10. 78500 : 1964年（昭和39年）に三河島事故被災車のモハ72形（72549）を全金属化のうえサハとして復旧したもの。
11. 78501 - 78515 : 1969年から1970年にかけてモハ72形（旧モハ63形）を電装解除したもの。
12. 78516, 78517 : 1970年にモハ72形（72522，72523）を電装解除したもの。
13. 78900 : 1954年に「ジュラ電」（78200）を試験的に全金属化改造したもの。詳細は、国鉄72系電車#車体の全金属化改造を参照。